# Zeche Centrum 4/6
Die Zeche Centrum 4/6 war ein Steinkohlebergwerk in Essen-Leithe.

## Geschichte
Die Zeche war als Anschlussanlage der Zeche Centrum in Wattenscheid konzipiert gewesen. 1898 wurde an der Lahnbeckestraße in Leithe der Schacht Centrum 4 niedergebracht. Die weitergehenden Aufschlüsse ergaben allerdings, dass auf dieser Zeche nur Magerkohlenvorräte wirtschaftlich gewinnbar waren, während die Zeche Centrum ihrerseits eine fördernde Fettkohlenzeche war.
Der Schacht Centrum 4 wurde als Förderschacht ausgebaut und ging 1900 in Betrieb. Im selben Jahr wurde neben Schacht 4 ein zweiter Schacht angesetzt. Dieser wurde Schacht Centrum 6 genannt, da vorher ein tonnlägiger Wetterschacht auf Centrum als Schacht 5 in die Schachtzählung aufgenommen worden war.
1902 ging der Schacht 6 in Betrieb. Beide Schächte wurden mit identischen deutschen Strebengerüsten ausgestattet. Die Schachtanlage 4/6 wurde fortan als eigenständige Zeche Centrum 4/6 durch die Rheinischen Stahlwerke betrieben.
Ab 1908 wurde eine Brikettfabrik auf der Zeche betrieben. 1922 beschlossen die Rheinischen Stahlwerke AG, sich dauerhaft von dem Magerkohlengeschäft zu trennen. Daher wurde die Zeche Centrum 4/6 an die Bergbaugesellschaft Adler mbH veräußert. Es wurde geplant, die Zeche mit der ebenfalls im Besitz von Adler stehenden Zeche Johann Deimelsberg zu verbinden. Dieses Vorhaben scheiterte allerdings an der generell schlechten Wirtschaftslage für Magerkohlenzechen um 1926.

## Stilllegung
Es zeichnete sich ab, dass die Zeche Centrum 4/6 aus eigener Kraft nicht überlebensfähig war. Im Rahmen des allgemeinen Verkaufs der Bergbaubesitztümer der Adler GmbH wurde die Zeche Centrum 4/6 1929 stillgelegt. Da die Schachtanlage auf einer Anhöhe lag, ergab sich für die umliegenden Zechen durch die Stilllegung ein Wasserhaltungsproblem. Unter Führung der Zeche Ludwig der Gutehoffnungshütte und der Zeche Centrum wurde eine Pumpgemeinschaft eingerichtet, welche über Schacht 6 die Wasserhaltung übernahm. Schacht 4 wurde teilverfüllt und abgedeckt. Das Fördergerüst Schacht 4 wurde abgebrochen.
Im Jahre 1952 wurden Grubenfeld und Schächte von der Zeche Katharina für den erneuten Abbau wieder in Betrieb genommen. Die Schächte wurden aufgewältigt und tiefergeteuft, Schacht 4 erhielt ein neues Fördergerüst. Bis zur Stilllegung von Katharina 1972 blieb die Schachtanlage Centrum 4/6 in Betrieb. Danach wurden die Schächte endgültig verfüllt, und alle verbliebenen Anlagen abgebrochen.

## Heutiger Zustand
Von den ursprünglichen Bebauungen ist nichts erhalten geblieben. Das Gelände Centrum 4/6 beherbergt das Gewerbegebiet Adlerstraße/Leithe. Die Centrumstraße in diesem Gewerbegebiet erinnert noch an die ehemalige Zeche.